# هایدریما
هایدریما (انگلیسی: Hydrema) شرکت صنایع سنگین دانمارکی است، که در سال ۱۹۵۹ تأسیس شد.